# John Buscema
Pour les articles homonymes, voir Buscema.
John Buscema est un dessinateur de comics né le 11 décembre 1927 à Brooklyn (New York, USA) et mort d'un cancer le 10 janvier 2002 à Port Jefferson (New York).
Découvert par Stan Lee, John Buscema fut dans les années 1970 l'un des principaux dessinateurs de la Marvel Comics. Bénéficiant d'un style énergique proche, d'après Jean-Pierre Andrevon, de celui de Burne Hogarth, il sut assurer grâce à son talent le succès de nombreuses séries parmi lesquelles : les Vengeurs, le Surfer d'Argent et Wolverine. Mais trouvant peu de plaisir dans le dessin des super-héros, John Buscema ne s'est jamais aussi parfaitement bien exprimé qu'en animant des personnages d'heroic fantasy. La série de Conan le Barbare, qu'il suivra pendant près de quinze années, reste à cet égard l'une de ses plus belles réussites.
Son frère, Sal Buscema, est également un dessinateur de comics.

## Biographie
Giovanni Natale Buscema naît le 11 décembre 1927 à Brooklyn. Il est d'abord attiré par les comic strips comme Popeye qu'il tente de copier. Plus âgé, il choisit comme modèle Michel-Ange qu'il cherche à imiter grâce aux ouvrages de la bibliothèque de son quartier. Il suit ensuite les cours de la fameuse High School of Music and Art de Manhattan et du Pratt Institute où il acquiert de solides connaissances théoriques qu'il complète dans les musées par l'étude des œuvres des grands maîtres. Au début de sa carrière, il déclare s'inspirer des illustrateurs américains des années 1940 et 1950 (Al Dorne, Norman Rockwell, Robert Fawcett, etc.) et, bien qu'étant alors peu féru de bandes dessinées, avoue une préférence pour le Prince Vaillant de Hal Foster, Flash Gordon d'Alex Raymond et le Tarzan de Burne Hogarth.
En avril 1948, répondant à une annonce parue dans le New York Times, il rencontre Stan Lee qui l'embauche à Timely Comics (qui devient Marvel Comics) où il demeure pendant un an et demi à dessiner des westerns et des histoires sentimentales ou policières. Au début des années cinquante, le marché de la bande dessinée est en crise aux États-Unis et Timely licencie ses employés pour ne plus travailler qu'avec des pigistes. À cette époque, on le retrouve donc chez d'autres éditeurs : Orbit, Charlton, Gold Key avec des séries comme Roy Rogers ou The Deputy.
En 1958, face à un secteur de plus en plus sinistré, il abandonne les comics et intègre une agence de publicité. Le métier y est difficile mais enrichissant et pendant les huit années de cette expérience il apprend nombre de techniques qui lui faisaient défaut et lui servent par la suite.
En 1966, Stan Lee vient le chercher et lui propose de retravailler avec lui. Le succès de la nouvelle Marvel comics le convainc d'accepter, de même que la présence dans celle-ci de Jack Kirby à qui il voue une grande admiration. Il dessine un premier épisode de Nick Fury qui paraît dans Strange Tales, puis enchaîne sur la nouvelle série de Hulk et sur les Vengeurs (The Avengers) scénarisés par Roy Thomas. Séduit par la qualité de son travail, Stan Lee lui confie le dessin d'un nouveau héros, le Surfer d'Argent, qui possède alors son propre fascicule. Il en dessine dix-sept épisodes à partir de l'année 1968, laissant le dernier à Jack Kirby. À l'arrêt de la série, il participe à de nombreux titres : Captain Marvel vol.1 (1968), Thor, Sub-Mariner, Daredevil, les Quatre Fantastiques, Spider-Man, etc.
Dans les années 1970, il est devenu un dessinateur extrêmement populaire ayant fait le succès de nombreuses séries. Cependant, John Buscema n'aime pas les super-héros. Il leur préfère les sujets mythologiques ou d'heroic fantasy et ne manque pas de le faire savoir : « Je n'ai aucune attirance pour Spider-Man. Il est naïf, sans la moindre consistance et dénué d'intérêt. Pour être tout à fait honnête, c'est un peu le sentiment que j'éprouve face à la majorité des super-héros. Finalement, le seul personnage avec lequel je me sente à l'aise est Thor, et ce en raison d'Asgard. Tant que j'ai pu exploiter cet aspect du personnage, j'étais heureux. Mais le jour où ils ont décidé de le faire venir sur Terre, il a perdu toute sa saveur et son panache. » 
Ses vœux ront exaucés lorsqu'en 1973 la Marvel Comics lui confie le personnage de Conan, d’après Robert E. Howard, dont les droits avaient été achetés quelque temps plus tôt. Il reprend cette série, antérieurement confiée à Barry Windsor-Smith, à partir de son vingt-cinquième épisode et compose alors, avec l’aide de Roy Thomas, un personnage sauvage et puissant qu’il dessine d’un crayon énergique.
En 1975, il dessine MGM's Marvelous Wizard of Oz qui est le premier comics coédité par Marvel et DC Comics,.
En 1977, parallèlement à sa carrière de dessinateur, il se lance dans l'enseignement et obtient un tel succès auprès de ses élèves que, impressionné, Stan Lee lui propose de rédiger un ouvrage. C'est How to Draw Comics The Marvel Way qui paraît en 1978 et qui sert encore aujourd'hui de référence.
Il illustre Tarzan de 1977 à 1979 puis Kull the Conqueror chez Marvel en 1983. De 1986 à 1989, il reprend épisodiquement les Vengeurs et les Quatre Fantastiques et, en 1988, Wolverine. À partir de 1993, il illustre plusieurs épisodes de The Punisher.
Il prend sa retraite en 1996 et publie encore The John Buscema Sketchbook, un recueil de croquis très personnels et, chez DC Comics, Just Imagine Stan Lee with John Buscema Creating Superman (traduit en 2002 par Semic).

## Publications
- Le Royaume des ombres (Weird World), récit d'heroic fantasy en trois albums, scénarisé par Doug Moench, publié par Arédit en 1981.
- Le Surfer d'Argent, publication en cinq tomes des dix-sept épisodes dessinées par John Buscema (scénario de Stan Lee), Soleil Productions, janvier 2003.

## Prix et récompenses
- 1969 : prix Alley de la meilleure nouveauté pour Le Surfer d'Argent (avec Stan Lee) et de la meilleure histoire longue pour « Origin of the Silver Surfer » dans The Silver Surfer n°1 (avec Stan Lee)[4]
- 1970 : prix Alley de la meilleure histoire longue pour « ...And Who Shall Mourn for Him? » dans The Silver Surfer n°5 (avec Stan Lee)[5]
- 1975 : prix Shazam du meilleur dessinateur réaliste[6]
- 1977 : prix Eagle de la meilleure histoire de comic book pour Howard the Duck n°3 : Four Feathers of Death (avec Steve Gerber)[7]
- 1978 : prix Inkpot[8]
- 1997 : prix Haxtur de l'« auteur que nous aimons », pour l'ensemble de sa carrière[9]
- 2002 : Temple de la renommée Will Eisner (à titre posthume)[10]
- 2002- : les prix Haxtur remettent un prix spécial John Buscema « Aimer la bande dessinée »[11]